# Mauro Valeri
Mauro Valeri (Vittorito, 26 agosto 1960 – Roma, 12 novembre 2019) è stato un sociologo, psicoterapeuta e scrittore italiano.

## Biografia
Dopo la maturità al liceo scientifico Azzarita a Roma, si laureò con lode in sociologia del diritto con una tesi su “Inconscio sociale e violenza politica negli anni Settanta” presso l’Università “La Sapienza” di Roma, con relatore Pio Marconi. Conseguì il dottorato in sociologia del diritto presso l’Istituto di Filosofia e Sociologia del Diritto dell’Università degli Studi di Milano, con una tesi su “Immigrazione, legislazione e società”. 
Iscritto all’Albo degli Psicologi della Regione Lazio dal 1990, dal 1993 al 1995 Valeri è stato psicologo e coordinatore presso il “Centro di prevenzione e disagio psicologico e sanitario degli immigrati”. Nel 2001 ha sposato Aster Carpanelli, studiosa di scienze politiche etiope trasferitasi in Italia nel 1991, dalla quale ha avuto un figlio, Davide, nato nel 1994.
Mauro Valeri muore il 12 novembre 2019, a 59 anni, dopo una lunga battaglia contro il cancro.

## Immigrazione e cittadinanza
Gli studi dottorali lo portarono ad interessarsi alla questione migratoria, tema che, insieme al razzismo, permeerà la sua vita professionale e privata. In molti suoi lavori Valeri chiese una riforma della cittadinanza in Italia, sostenendo che l’attuale modello, che fa riferimento al sangue (ius sanguinis), sia anacronistico e discriminatorio: auspicava l’adozione del modello ius soli o ius culturae. L’attenzione per questo tema lo mise in contatto con la realtà degli italiani di seconda generazione (G2), i figli di immigrati nati nel paese in cui sono emigrati i genitori, oppure emigrati insieme ai genitori, che hanno dovuto attendere il compimento dei diciotto anni per presentare la richiesta di cittadinanza.

## Ricerche su sport e razzismo
Nei suoi scritti occupano una posizione centrale i temi del razzismo e dei diritti legati alla cittadinanza. Riconosciuto come uno dei grandi esperti italiani delle discriminazioni nello sport e tra i primi studiosi in italia delle seconde generazioni (G2), Mauro Valeri, su questi temi, dai primi anni Novanta fino alla metà degli anni Duemila ha collaborato con diverse università italiane, enti sportivi nazionali e internazionali (FIGC, Lega Serie A, F.A.R.E, UEFA) e testate giornalistiche (la Gazzetta dello Sport, il Corriere dello Sport, Zapruder).
Il tema del razzismo è ricorrente nelle opere di Valeri e spesso si lega al mondo dello sport. Lo sport raccontato dal senso comune come obiettivo ed egualitario per sua natura è stato invece per Valeri, spesso, uno strumento del potere, utilizzato per distinguere ed escludere determinate categorie di persone, per fattori che esulano i loro meriti sportivi: donne, omosessuali, ebrei, neri, disabili, musulmani, ecc. Lo sport non è per sua natura egualitario e Valeri lo ricorda nelle sue opere raccontando le storie di chi si è scontrato con quelle barriere. La decostruzione del mito dello sport portata avanti da Valeri si accompagnava al suo impegno sociale per favorire uno sport inclusivo ed egualitario tramite la collaborazione con le associazioni antirazziste e a favore dello sport popolare.
Ha diretto l’Osservatorio Nazionale sulla Xenofobia dal 1992 al 1996.
Dal 2005 è stato responsabile dell’Osservatorio su razzismo e antirazzismo nel calcio, ORAC.
In qualità di esperto di razzismo nello sport venne scelto come membro del Comitato scientifico della Fondazione Museo del Calcio presso il Centro Tecnico della F.I.G.C di Coverciano.
Valeri ha scritto molti libri sul legame tra sport e razzismo: tra questi ci sono le biografie dedicate agli sportivi italiani afro-discendenti che nella loro vita sono stati ostacolati per via del colore della pelle. Questi atleti sono definiti da Valeri “black italians”, una definizione utilizzata in passato in senso dispregiativo nei confronti degli emigranti italiani negli Stati Uniti come in Australia, per ribaltare il significato di quel termine ed evidenziare che gli afro-discendenti fanno parte a pieno titolo della storia italiana.
Dal libro Nero di Roma. Storia di Leone Jacovacci, l’invincibile mulatto italico, dedicato a Leone Jacovacci, pugile meticcio italiano di origine congolese che nel 1928 vinse il titolo di Campione d’Italia e d’Europa dei pesi medi, è stato realizzato nel 2016 il documentario Il pugile del Duce per la regia di Tony Saccucci.
È in fase di realizzazione una trasposizione televisiva del libro Nero di Roma, in uscita nel 2021.
Nell'occasione della Giornata internazionale per l'eliminazione della discriminazione razziale, che si celebra ogni 21 marzo, il Ministero dell'istruzione, dell'università e della ricerca e l’Ufficio nazionale antidiscriminazioni razziali (UNAR) del Dipartimento per le pari opportunità della Presidenza del Consiglio dei ministri hanno istituito il premio "Mauro Valeri", dedicando alla sua memoria la XVI edizione della “Settimana di azione contro il razzismo”.
A Mauro Valeri è dedicato anche l'Osservatorio nazionale contro le discriminazioni nello sport, istituito nel 2020 dall'Ufficio nazionale antidiscriminazioni razziali (UNAR).

## Opere
- La razza in campo. Per una storia della rivoluzione nera nel calcio (Edup, 2005)
- Black Italians. Atleti neri in maglia azzurra (Palombi, 2006)
- Nero di Roma. Storia di Leone Jacovacci, l’invincibile mulatto italico (Palombi, 2008)
- Negro, Ebreo, Comunista- Alessandro Sinigaglia, venti anni in lotta contro il fascismo (Odradek, 2010)
- Che razza di tifo. Dieci anni di razzismo nel calcio italiano (Donzelli, 2010)
- Stare ai giochi. Olimpiadi tra discriminazioni e inclusioni (Odradek, 2012)
- Mario Balotelli. Vincitore nel pallone (Fazi, 2014)
- Ladri di sport. Dalla competizione alla resistenza (Agenzia X, 2014) (con Ivan Grozny)
- Campioni d’Italia? Le seconde generazioni e lo sport (Sinnos, 2014) (con Mohamed Abdalla Talimoun e Isaac Tesfaye)
- Il generale nero. Domenico Mondelli: bersagliere, aviatore e ardito (Odradek, 2015)
- A testa alta verso l’oriente eterno (Mimesis, 2017)
- Afrofobia. Vecchi e nuovi razzismi (Fefé, 2019)